# Allium carium
Allium carium — вид квіткових рослин з підродини цибулевих (Allioideae). Ендемік Туреччини.

## Таксономія
У рамках таксономічних досліджень Allium sect. Codonoprasum середземноморської флори виявлено помітну морфологічну мінливість роду й описано нові для науки види, серед яких A. carium. Епітет походить від «Карія», стародавнього району південно-західної Анатолії.

## Біоморфологічна характеристика
Цибулина еліпсоїдна, 12–18 × 8–13 мм, зовнішні оболонки коричневі, з пурпурним відтінком. Стебло прямовисне, міцне, голе, 12–18 см заввишки, зазвичай на 1/2–2/3 загальної довжини вкрите листковими піхвами. Листків 4, коротші за суцвіття, суцільно густо запушені, пластина плоска, до 10 см завдовжки, ребриста. Суцвіття нещільне, 4–5 см в діаметрі, з 25–35 квітками. Обгортки суцвіття майже рівні чи коротші за нього, голі. Оцвітина дзвінчата, 4.5 мм завдовжки, листочки оцвітини рівні, еліптичні, зовнішні 2.2–2.5 мм завширшки, внутрішні 1.7–1.8 мм завширшки, зеленувато-білі, зверху смугасті пурпурним, середня жилка зелена, гладкі й закруглені на верхівці. Тичинки з простими й майже рівними нитками; пиляки жовті. Коробочка тристулкова, майже куляста, 4 × 3.8–4 мм. 2n = 2x = 16. Цвіте з кінця червня до початку липня.

## Поширення
Allium carium був знайдений у деяких місцевостях південно-західної Анатолії, як Koyceğiz біля Fethyie та Sogut біля Korkuteli. Це дуже рідкісний вид, що росте на галявинах маквісу..